# Грин, Джерард
Дже́рард Грин (англ. Gerard Greene; род. 1973) — североирландскийский профессиональный игрок в снукер. Левша, в профессионалах с 1993 года.

## Карьера
Грин родился 12 ноября 1973 года в городе Кент (Англия), но его родители из Белфаста, поэтому он представляет Северную Ирландию.
Пять раз выходил в основной турнир чемпионата мира, но неизменно терпел поражения в первом раунде. Чемпион Всемирных игр в Дуйсбурге (Германия) 2005 года. В 1996 году выиграл профессионально-любительский турнир Polish Masters. Полуфиналист Гран-при 2007. Высшее карьерное достижение — финал Players Tour Championship сезона 2013/2014. С февраля 2010 года его менеджером является Пол Маунт.

## Финалы турниров

### Финалы рейтинговых турниров
| Результат | №  | Год  | Турнир                          | Соперник по финалу | Счёт |
| --------- | -- | ---- | ------------------------------- | ------------------ | ---- |
| Финалист  | 1. | 2014 | Чемпионат игроков (Гранд Финал) | Барри Хокинс       | 0–4  |

### Финалы низкорейтинговых турниров
| Результат | №  | Год  | Турнир             | Соперник по финалу | Счёт |
| --------- | -- | ---- | ------------------ | ------------------ | ---- |
| Финалист  | 1. | 2013 | Пол Хантер Классик | Ронни О’Салливан   | 0–4  |

### Финалы нерейтинговых турниров
| Результат | №  | Год  | Турнир         | Соперник по финалу | Счёт |
| --------- | -- | ---- | -------------- | ------------------ | ---- |
| Чемпион   | 1. | 1996 | Polish Masters | Патрик Уоллес      | 6–5  |

### Финалы турниров Pro-am
| Результат | №  | Год  | Турнир         | Соперник по финалу | Счёт |
| --------- | -- | ---- | -------------- | ------------------ | ---- |
| Чемпион   | 1. | 2005 | Всемирные игры | Дин Цзюньхуэй      | 4–3  |

### Финалы в командных соревнованиях
| Результат | №  | Год  | Турнир     | Команда/партнёр               | Соперник по финалу                 | Счёт |
| --------- | -- | ---- | ---------- | ----------------------------- | ---------------------------------- | ---- |
| Финалист  | 1. | 2011 | Кубок мира | Северная Ирландия: Марк Аллен | Китай : Дин Цзюньхуэй / Лян Вэньбо | 2–4  |

## Победы над игроками Топ-10
| Дата      | Игрок         | Р | Турнир                                       | Стадия  | Счёт | Рейтинг Грина |
| --------- | ------------- | - | -------------------------------------------- | ------- | ---- | ------------- |
| 2017/2018 |               |   |                                              |         |      |               |
| 1         | Кайрен Уилсон | 9 | Европейский Мастерс, Ломмел, Бельгия         | 1 раунд | 4:3  | 96            |
| 2         | Кайрен Уилсон | 8 | Шанхай Мастерс (квалификация), Уиган, Англия | 2 раунд | 5:3  | 100           |
| 3         | Шон Мерфи     | 7 | Открытый чемпионат Уэльса, Кардиф, Уэльс     | 1 раунд | 4:0  | 89            |